# Martín de Robles y Villafaña
Martín de Robles y Villafaña (16?? - 1663), fue un administrador real español, que a la muerte del conde de Marcel de Peñalva fue nombrado por el virrey de Nueva España gobernador interino de Yucatán, ejerciendo el cargo de 1652 a 1653. Fue también gobernador de Venezuela entre 1654 y 1655. 

## Datos biográficos e históricos
A la muerte del gobernador García de Valdés y Osorio, ocuparon el cargo gubernativo en Yucatán los alcaldes mayores de Mérida y de cada una de las villas provinciales en sus respectivas jurisdicciones, hasta que el virrey de Nueva España Luis Enríquez de Guzmán nombró titular del cargo interinamente a Martín de Robles y Villafaña, quien ocupó el gobierno a partir del 19 de noviembre de 1652.
La provincia de Yucatán se encontraba entonces en una situación de penuria económica que había determinado que numerosos indígenas abandonaran las poblaciones en donde se ejercían encomiendas, internándose en la selva para lograr su subsistencia. A la llegada del nuevo gobernador, los encomenderos le recomendaron tomar acciones para atraer a los mayas a los poblados para que se reiniciara el ciclo económico en cada uno de ellos. El gobernador Martín de Robles aceptó la recomendación y puso manos a la obra en compañía de un buen número de misioneros franciscanos encabezados por fray Bartolomé Becerril. El propio gobernador dirigió personalmente una columna expedicionaria que se dirigió al oriente de la provincia. Hubo otros contingentes que recorrieron la geografía yucateca por los cuatro puntos cardinales.
Las expediciones de reducción de los mayas dispersados dio resultados relativamente satisfactorios ya que al término de ellos se había logrado que más de 20.000 indígenas retornaran a las poblaciones establecidas. Sin embargo, una deficiente planeación de las acciones, como no haber dispuesto previamente alimentos y locales suficientes para retener a los mayas, hizo que muchos de ellos regresaran frustrados a la selva sin que se lograra el deseado restablecimiento de los mismos.
El gobierno de Robles Villafaña duró sólo unos cuantos meses ya que el 5 de marzo de 1653 recibió su nombramiento para ocupar el cargo de gobernador de Venezuela hacia donde partió en octubre del mismo año. Le sucedió en el cargo de gobernador de Yucatán, también interino, Pedro Sáenz Izquierdo quien gobernó la provincia de noviembre de 1653 a mayo de 1655.